# NGC 7661
NGC 7661 ist eine Balken-Spiralgalaxie vom Hubble-Typ SBc im Sternbild Tukan. Sie ist schätzungsweise 87 Millionen Lichtjahre von der Milchstraße entfernt.
Das Objekt wurde am 1. November 1834 von John Herschel entdeckt.